# Max Triebsch
Max Otto Erich Triebsch (* 22. Juli 1885 in Schöneberg; † 24. Juni 1931 in Berlin) war ein deutscher Radsportler.

## Leben und sportliche Laufbahn
Triebsch war der Sohn des Arbeiters Wilhelm Triebsch und dessen Ehefrau Elise geb. Foulquier.
Max Triebsch nahm bei den Olympischen Sommerspielen 1908 in den Rennen über 20 und 100 Kilometer teil. Jedoch konnte er in keinem der Wettkämpfe eine Medaille gewinnen.
1909 arbeitete er als Kaufmann und heiratete die Schneiderin Ella Heinacker. Die Ehe wurde 1925 geschieden.
Seit dem Weltkrieg invalide, heiratete er 1930 in zweiter Ehe die Stenotypistin Katharina Schneiderath.